# Col de l'Arpette
Ne doit pas être confondu avec Col d'Arpette, Col de l'Alpette ou Col de l'Arpettaz.
Pour les articles homonymes, voir Arpette.
Le col de l'Arpette est un col de France situé dans les Alpes, dans le massif de la Vanoise.

## Géographie
Le col est situé en Savoie, au sud-ouest de Bourg-Saint-Maurice, au nord-est de Moûtiers, au sud-est de la vallée de la Tarentaise et au nord-ouest du sommet de Bellecôte. Il s'élève à 2 444 mètres d'altitude entre la tête des Arpettes à l'ouest et la crête du Carroley au sud-est, non loin du col du Carroley au nord-est, dominant les stations de Belle Pagne et Plagne Bellecôte située au sud-ouest.
Il est accessible par plusieurs chemins et sentiers de randonnée ainsi que de nombreuses remontées mécaniques, dont le télésiège de l'Arpette, le col étant intégré au domaine skiable de la Plagne. Il permet notamment de gagner le secteur de Montchavin-les Coches et au-delà la station des Arcs depuis le centre de la station.

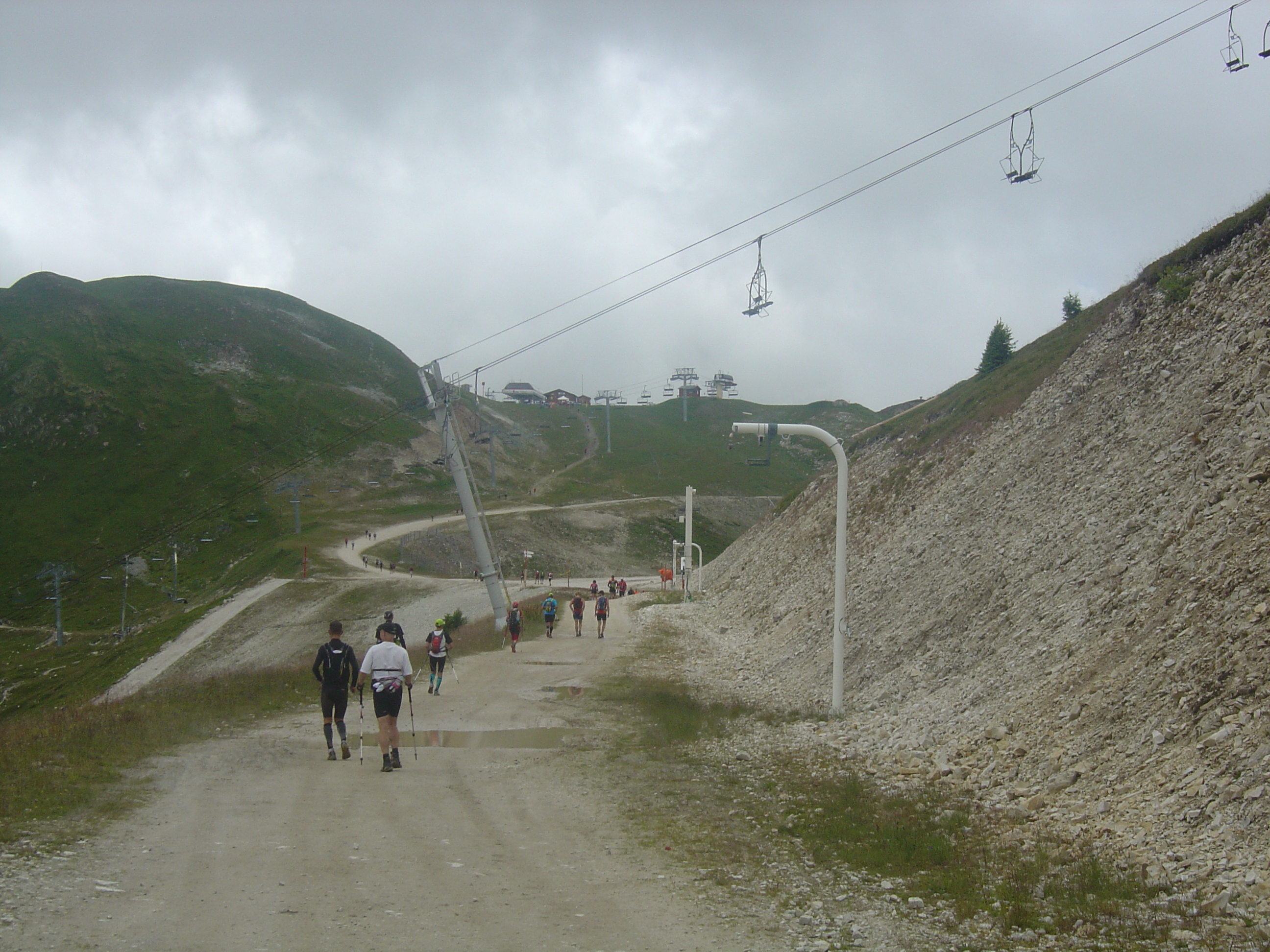
Participants à l'édition 2014 de la 6000D à l'approche du col du Carroley avec le col de l'Arpette au second plan.